# Sarah Drury
Sarah Drury-Petković (Louisville, 17 giugno 1981) è un'ex pallavolista e allenatrice di pallavolo statunitense.
Giocava nel ruolo di libero. Attualmente ricopre il suolo di assistente allenatrice per l'Indiana Southeast.

## Carriera
La carriera di Sarah Drury inizia nel 1999, tra le file della Louisville, dove gioca fino al 2002. Terminata l'università, nel 2003 viene convocata per la prima volta in nazionale, a cui si dedica esclusivamente fino al 2008. Nei cinque anni in cui gioca per la sua nazionale, vince diverse medaglie: nel 2003 vince il bronzo ai XIV Giochi panamericani, nel 2004 vince l'argento alla Coppa panamericana e il bronzo al World Grand Prix, nel 2005 l'oro al campionato nordamericano e nel 2007 l'argento nuovamente al campionato nordamericano, dopo il quale lascia la nazionale, ritirandosi dall'attività agonistica. Dal 2008 ricopre il ruolo di assistente allenatrice per l'Indiana Southeast.

## Palmarès

### Nazionale (competizioni minori)
- Giochi panamericani 2003
- Coppa panamericana 2004